# Contopus pertinax
Contopus pertinax là một loài chim trong họ Tyrannidae.